# Habitatge al carrer Montsalvatge, 30 (Olot)
L'Habitatge al carrer Montsalvatge, 30 és una casa eclèctica d'Olot (Garrotxa) inclosa a l'Inventari del Patrimoni Arquitectònic de Catalunya.

## Descripció
És una casa entre mitgeres de planta rectangular i teulat a dues aigües sustentat per bigues de fusta. Disposa de planta baixa i dos pisos: la primera té un porta lateral i dues finestres emmarcades per un guardapols d'estuc que imita carreus de pedra. El primer pis té un balcó central, amb una sola porta d'accés, i dos de petits als costats. Les obertures del primer i segon pis estan coronades per un petit entaulament decorat amb motius florals. Les baranes dels balcons són bombades i tenen roses als punts d'unió dels ferros.

## Història
A començaments del nostre segle, a Olot convivien el Modernisme i el Noucentisme. Aquest darrer, amb les seves diferents corrents i contradiccions, tindrà la seva puntual aplicació a la capital de la Garrotxa. L'ala més típica i normativa es trobà representada pel Grup Escolar Malagrida i la Biblioteca Popular de la Mancomunitat (avui desapareguda). Una altra corrent noucentista s'entroncà amb l'arquitectura europea del moment i fou representada per l'arquitecte Rafael Masó. Hi havia un tercer grup que accentuà els aspectes eclèctics, historicistes i, fins i tot, acadèmics.